# Иглоопашата бекасина
Иглоопашата бекасина (Gallinago stenura) е вид птица от семейство Бекасови (Scolopacidae).

## Разпространение и местообитание
Разпространен е в Бангладеш, Бахрейн, Бруней, Виетнам, Йемен, Индия, Индонезия, Иран, Казахстан, Камбоджа, Китай, Кокосови острови, Лаос, Малайзия, Малдивите, Мианмар, Монголия, Непал, Обединените арабски емирства, Оман, Пакистан, Русия, Северна Корея, Сингапур, Тайланд, Туркменистан, Филипините, Хонконг, Шри Ланка, Южна Корея и Япония.